# Keatita
La keatita és un mineral de la classe dels òxids.

## Característiques
La keatita és un òxid de fórmula química SiO₂. És un nom donat originalment a un polimorf de sílice sintètic que cristal·litza en el sistema tetragonal. Recentment s'ha trobat en roques a ultra-alta pressió al massís de Kokchetav, a la província d'Akmolà (Kazakhstan). El seu estat com a espècie vàlida és qüestionable per l'Associació Mineralògica Internacional, ja que ha estat publicat sense aprovació prèvia.
Segons la classificació de Nickel-Strunz, la lechatelierita pertany a «04.DA: Òxids amb proporció Metall:Oxigen = 1:2 i similars, amb cations petits: família del sílice» juntament amb els següents minerals: quars, òpal, tridimita, cristobalita, moganita, lechatelierita, melanoflogita, coesita, stishovita i seifertita.